# Green Bay (ciutat de Wisconsin)
Green Bay és una ciutat seu del comtat de Brown de l'estat de Wisconsin als Estats Units d'Amèrica.

## Demografia
Segons el cens del 2008 Green Bay tenia 101.025 habitants.
Segons el cens del 2000 tenia 102.313 habitants, 40.591 habitatges, i 24.663 famílies. La densitat de població era de 900,5 habitants per km².
Dels 41.591 habitatges en un 30,6% hi vivien nens de menys de 18 anys, en un 44,1% hi vivien parelles casades, en un 10,8% dones solteres, i en un 40,7% no eren unitats familiars. En el 31,6% dels habitatges hi vivien persones soles el 9,9% de les quals corresponia a persones de 65 anys o més que vivien soles. El nombre mitjà de persones vivint en cada habitatge era de 2,4 i el nombre mitjà de persones que vivien en cada família era de 3,06.
Per edats la població es repartia de la següent manera: un 25,4% tenia menys de 18 anys, un 11,6% entre 18 i 24, un 31,7% entre 25 i 44, un 19,5% de 45 a 60 i un 11,8% 65 anys o més.
L'edat mediana era de 33 anys. Per cada 100 dones de 18 o més anys hi havia 94,8 homes.
La renda mediana per habitatge era de 38.820$ i la renda mediana per família de 48.678$. Els homes tenien una renda mediana de 33.246$ mentre que les dones 23.825$. La renda per capita de la població era de 19.269$. Aproximadament el 7,4% de les famílies i el 10,5% de la població estaven per davall del llindar de pobresa.
Segons les estimacions de cinc anys de l'Enquesta de la comunitat americana del 2022, la població nord-americana hmongs era de 2.822.
Segons les estimacions quinquennals de l'Enquesta de la comunitat americana de 2022, la població alemanya-americana era de 29.352, i la població mexicana-americana era de 14.265, representant més del 75% de la població llatina de la ciutat.

## Poblacions properes
El següent diagrama mostra algunes poblacions properes.